# Franziska Kruse
Franziska Kruse (* 7. Juli 1982 in Jena) ist eine deutsche Theater- und Fernsehschauspielerin sowie Synchronsprecherin.

## Leben
Nach ihrem Master of Arts in Publizistikwissenschaft, Psychologie und Filmwissenschaft an der Johannes Gutenberg-Universität Mainz und Ablegung ihrer Bühnenreife (Wiesbadener Schule für Schauspiel) hatte Kruse Gastverträge am Schauspiel Frankfurt und der Volksbühne Berlin. 2009 bis 2010 absolvierte sie zusätzlich eine Gesangsausbildung bei Mary Lou Sullivan-Delcroix in deren Wiesbadener Werkstatt für Gesang, Spiel und Sprache. 
Franziska Kruse war im Fernsehen in diversen Kurzfilmen zu sehen. Von August 2013 bis Januar 2014 (Folge 4342–4444) war sie als Büglerin „Eva Baumann“ in der Vorabend-Serie Verbotene Liebe zu sehen. Nebenbei arbeitet Franziska Kruse auch als Model sowie als Sprecherin oder Moderatorin. Ebenfalls sieht man sie in diversen Werbespots für Modelabel, Telekommunikation, Versicherungen etc.

## Filmografie (Auswahl)
- 2010: Hexenfluch (Buchtrailer)
- 2011: Mein & Alles (Regie: Romina Seiz)
- 2011: Doppeltes Spiel (Regie: Annika Haußner, Kurzfilm)
- 2012: Faux Paus (Regie: Franziska Schiedung, Kurzfilm HFF München)
- 2012: Das Kartenhaus (Regie: Robert Körössi, Kurzfilm)
- 2013: The 7 Dedicated Sins of Shoes (Regie: Patricia Ajayi, Kurzfilm)
- 2013: Grüss Gott, Senor Ramon (Regie: Jorge Ramirez-Suarez, Kino D/Mexiko)
- 2013: Manhood (Regie: Julia Sausen, Branded Short)
- 2013–2014:  Verbotene Liebe (Fernsehserie)